# Sevenoaks Weald
Sevenoaks Weald est une paroisse civile et un village du Kent, en Angleterre.